# Al MacNeil
Allister Wences „Al“ MacNeil (* 27. September 1935 in Sydney, Nova Scotia; † 5. Januar 2025 in Calgary, Alberta) war ein kanadischer Eishockeyspieler, -trainer und -funktionär, der im Verlauf seiner aktiven Karriere zwischen 1953 und 1970 unter anderem 561 Spiele für die Toronto Maple Leafs, Canadiens de Montréal, Chicago Black Hawks, New York Rangers und Pittsburgh Penguins in der National Hockey League (NHL) auf der Position des Verteidigers bestritten hat. Für seine Verdienste in der American Hockey League (AHL) wurde der Kanadier im Jahr 2014 mit der Aufnahme in die AHL Hall of Fame geehrt.

## Karriere
Al MacNeil begann seine Karriere als Eishockeyspieler bei den Toronto Marlboros, für die er von 1953 bis 1956 in der Juniorenliga der Ontario Hockey Association (OHA) aktiv war. Mit den Marlboros gewann der Verteidiger in den Jahren 1955 und 1956 jeweils das Double bestehend aus dem J. Ross Robertson Cup der OHA sowie dem traditionsreichen Memorial Cup der gesamten Canadian Hockey League. Anschließend erhielt er einen Profivertrag bei den Toronto Maple Leafs aus der National Hockey League (NHL), für die er gegen Ende der Saison 1955/56 sein Debüt gab. Von 1956 bis 1960 lief er regelmäßig für die Maple Leafs in der NHL sowie deren Farmteam Rochester Americans in der American Hockey League (AHL) auf.
Die Saison 1960/61 verbrachte MacNeil, nachdem er im Juni 1960 im Tausch für Stan Smrke von Toronto zu den Canadiens de Montréal transferiert worden war, bei den Hull-Ottawa Canadiens, dem Kooperationspartner der Canadiens, in der Eastern Professional Hockey League (EPHL). Mit der Mannschaft gewann er auf Anhieb die EPHL-Meisterschaft in Form der Tom Foley Memorial Trophy. Er selbst wurde in das First All-Star Team der Liga berufen und zum besten Verteidiger der Saison gewählt. Aufgrund seiner überzeugenden Leistungen wurde er zur Saison 1961/62 in den NHL-Kader Montréals berufen. Von 1962 bis 1966 spielte MacNeil nach der Auswahl im Intra-League-Draft für das NHL-Team Chicago Black Hawks. In der Saison 1966/67 stand er für die New York Rangers auf dem Eis, die ihn auf dieselbe Weise im Sommer 1966 verpflichtet hatten. Anschließend wurde er im NHL Expansion Draft 1967, als die Teilnehmerzahl der Liga von sechs auf zwölf Teilnehmer verdoppelt wurde, vom Liganeuling Pittsburgh Penguins ausgewählt. Für die Penguins erzielte er in der Saison 1967/68 in 74 Spielen zwei Tore und zehn Vorlagen.
In der Saison 1968/69 war er Spielertrainer bei den Houston Apollos aus der Central Hockey League (CHL), nachdem ihn die Canadiens de Montréal im Juni 1968 abermals in einem Transfergeschäft im Austausch für Wally Boyer verpflichtet hatten und an die Apollos abgegeben hatten. Denselben Posten füllte der Abwehrspieler auch in der Saison 1969/70 bei den Voyageurs de Montréal aus der AHL aus. Danach beendete er im Alter von 34 Jahren seine aktive Karriere als Spieler und widmete sich ganz der Trainertätigkeit.
In der Saison 1970/71 war MacNeil zunächst Assistenz-, dann Cheftrainer bei seinem Ex-Klub Canadiens de Montréal, die er zum Gewinn des prestigeträchtigen Stanley Cups führte. Aufgrund fehlender Französischkenntnisse und Problemen mit den Spielern wurde er jedoch trotz des Erfolges von seinen Aufgaben entbunden und zum neuen Farmteam der Canadiens, den Nova Scotia Voyageurs, in die AHL versetzt. In den sechs Jahren, in denen MacNeil Cheftrainer der Nova Scotia Voyageurs war, gewann er mit diesen in den Jahren 1972, 1976 und 1977 dreimal den Calder Cup sowie er selbst in den Jahren 1972 und 1977 jeweils den Louis A. R. Pieri Memorial Award als bester Trainer der AHL. Von 1977 bis 1979 war er als Director of Player Personnel für die Canadiens de Montréal tätig und gewann in dieser Funktion weitere zweimal mit seinem Arbeitgeber den Stanley Cup.
Zur Saison 1979/80 erhielt er von den Atlanta Flames die Möglichkeit als Cheftrainer in die NHL zurückzukehren. Nach Umsiedlung des Franchises war er zudem zwei Jahre lang für das Nachfolgeteam Calgary Flames tätig. Zwischen 1988 und 2006 arbeitete der Kanadier als Assistent des General Manager für die Calgary Flames und gewann 1989 mit dem Team ebenfalls den Stanley Cup. In der Saison 2002/03 stand er zudem als Interimstrainer in elf Spielen bei der NHL-Mannschaft der Flames hinter der Bande. Ebenso war er bei den Auftragungen des Canada Cups in den Jahren 1976 und 1981 als Assistenztrainer der kanadischen Nationalmannschaft tätig gewesen.
Im Anschluss an seine Zeit als Spieler und Trainer erhielt MacNeil zahlreiche Auszeichnungen. So wurde er in den Jahren 1980 und 1998 zunächst in die Sports Hall of Fames seiner Heimatprovinz Nova Scotia und der Insel Cape Breton aufgenommen. Im Jahr 2011 erhielt er die Ehrendoktorwürde der Cape Breton University, gefolgt von der Aufnahme in die AHL Hall of Fame im Jahr 2014. MacNeil verstarb Anfang Januar 2025 im Alter von 89 Jahren in seiner Wahlheimat Calgary.

## Erfolge und Auszeichnungen

### Als Spieler
| - 1955 J.-Ross-Robertson-Cup-Gewinn mit den Toronto Marlboros - 1955 Memorial-Cup-Gewinn mit den Toronto Marlboros - 1956 J.-Ross-Robertson-Cup-Gewinn mit den Toronto Marlboros - 1956 Memorial-Cup-Gewinn mit den Toronto Marlboros | - 1961 Tom-Foley-Memorial-Trophy-Gewinn mit den Hull-Ottawa Canadiens - 1961 Bester Verteidiger der EPHL - 1961 EPHL First All-Star Team |

### Als Trainer
| - 1971 Stanley-Cup-Gewinn mit den Canadiens de Montréal - 1972 Calder-Cup-Gewinn mit den Nova Scotia Voyageurs - 1972 Louis A. R. Pieri Memorial Award - 1976 Goldmedaille beim Canada Cup (als Assistenztrainer) | - 1976 Calder-Cup-Gewinn mit den Nova Scotia Voyageurs - 1977 Calder-Cup-Gewinn mit den Nova Scotia Voyageurs - 1977 Louis A. R. Pieri Memorial Award |

### Sonstiges
- 1980 Aufnahme in die Nova Scotia Sports Hall of Fame
- 1998 Aufnahme in die Cape Breton Sports Hall of Fame
- 2011 Ehrendoktorwürde der Cape Breton University
- 2014 Aufnahme in die AHL Hall of Fame

## Karrierestatistik
(Legende zur Spielerstatistik: Sp oder GP = absolvierte Spiele; T oder G = erzielte Tore; V oder A = erzielte Assists; Pkt oder Pts = erzielte Scorerpunkte; SM oder PIM = erhaltene Strafminuten; +/− = Plus/Minus-Bilanz; PP = erzielte Überzahltore; SH = erzielte Unterzahltore; GW = erzielte Siegtore; 1 Play-downs/Relegation; Kursiv: Statistik nicht vollständig)

### NHL-Trainerstatistik
(Legende zur Trainerstatistik: Sp oder GC = Spiele insgesamt; W oder S = erzielte Siege; L oder N = erzielte Niederlagen; T oder U = erzielte Unentschieden; OTL oder OTN = erzielte Niederlagen nach Overtime oder Shootout; Pts oder Pkt = erzielte Punkte; Pts% oder Pkt% = Punktquote; Win% = Siegquote; Resultat = erreichte Runde in den Play-offs)